# Tấn công hóa học Douma 2018
Vào ngày 7 tháng 4 năm 2018, người ta đã báo cáo một cuộc tấn công hóa học đã được thực hiện tại thành phố Douma của Syria, giết chết ít nhất 70 người. Nhân viên y tế sở tại nói rằng các nạn nhân chết vì bị phơi nhiễm clo và sarin. Nhiều báo cáo quy trách nhiệm của thảm sát hóa học này cho Quân đội Syria trong khi chính quyền Syria và đồng minh của họ bác bỏ lập luận này.

## Bối cảnh
Các báo cáo về cuộc tấn công vũ khí hoá học ở Douma theo sau hai cuộc tấn công bằng khí clo quy mô nhỏ khác ở Douma vào ngày 7 và 11 tháng 3. Tổ chức Human Rights Watch đã ghi lại 85 cuộc tấn công vũ khí hoá học ở Syria kể từ năm 2013.
Một năm trước, Hoa Kỳ đã bắn 59 tên lửa hành trình Tomahawk trên căn cứ không quân Shayrat để đáp trả vụ tấn công hóa học Khan Shaykhun, mà chính quyền Trump đã gán cho chính phủ Syria gây ra. Chính phủ Hoa Kỳ đã nhiều lần cảnh báo về việc sử dụng vũ khí hoá học ở Syria sau cuộc đình công tên lửa tháng 4 năm 2017. Bộ trưởng Quốc phòng James Mattis đã tuyên bố vào tháng 2 năm 2018 rằng ông tin rằng chính phủ Syria đã không tuân thủ thoả thuận của Nga nhằm phá hủy kho vũ khí hóa học, cảnh báo rằng chính phủ Assad sẽ "không được khuyên nên quay trở lại vi phạm" lệnh cấm sử dụng vũ khí hoá học Hoa Kỳ cũng cáo buộc chính phủ Syria sản xuất "loại vũ khí mới" có khả năng cung cấp các chất hoá học.
Vào đầu năm 2018, phe nổi dậy chính trong khu vực là Jaysh al-Islam, đóng ở Douma.
Đã có báo cáo về các sự cố sử dụng vũ khí hoá học ở Douma vào tháng 1 năm 2018; tuy nhiên, Nga đã phủ quyết khả năng thành lập một nhóm của Liên Hợp Quốc để tiến hành điều tra vụ việc, và Bộ trưởng Quốc phòng Hoa Kỳ James Mattis nói họ không thể xác nhận các báo cáo. [10] Trong một bản tuyên bố vào tháng 3 năm 2018, Valery Gerasimov, Tổng tham mưu trưởng quân đội Nga, đã buộc tội quân nổi dậy Eastern Ghouta cố gắng chế tạo một vụ việc liên quan tới vũ khí hóa học mà Hoa Kỳ sẽ sử dụng như là một cái cớ để nhắm mục tiêu chính phủ Assad mà không nêu rõ thời điểm sự kiện. Nga đã cố gắng ngăn chặn Liên Hợp Quốc điều tra vụ tấn công hóa học Khan Shaykhun 2017.
Các cuộc điều tra của Liên hiệp quốc và OPCW đã kết luận rằng chính phủ Syria đã từng sử dụng vũ khí hóa học trong vụ tấn công hóa học Khan Shaykhun 2017.

## Vụ tấn công
Một số nhóm y tế, giám sát và hoạt động, bao gồm cả mũ trắng, báo cáo rằng các trực thăng của Quân đội Syria đã thả bom thùng vào thành phố Douma. Các quả bom, được cho là chứa đầy các chất hoá học như khí clo và sarin, gây ra co giật nghiêm trọng ở một số người dân và ngộp thở cho người khác. Hoa Kỳ, Liên minh châu Âu, Thổ Nhĩ Kỳ, và một số quốc gia ở vùng Trung Đông đã lên án chính phủ Syria về vụ tấn công bị cáo buộc. Các tuyên bố đã bị chính phủ Syria và các đồng minh của họ, đặc biệt là Nga, đã phản đối, họ tuyên bố rằng không có vũ khí hoá học nào được sử dụng trong thành phố.
Các nhân viên y tế tại chỗ cho biết nguyên nhân gây tử vong là do tiếp xúc với clo và khí sarin.
70 người tử vong đã được Liên minh các Tổ chức Chăm sóc và Cứu trợ Y tế giám sát các dịch vụ y tế trong khu vực. Theo các nhân chứng trên mặt đất, hầu hết bệnh nhân đang điều trị sau cuộc tấn công là phụ nữ và trẻ em. Một đoạn video từ hiện trường vụ tấn công đã cho thấy đàn ông, phụ nữ và trẻ em bị bọt xước ở miệng. Theo Hiệp hội Y khoa Hoa Kỳ (SAMS), hơn 500 người ở Douma "đã được đưa đến các trung tâm y tế địa phương với các triệu chứng cho thấy ảnh hưởng của chất hoá học". SAMS cũng nói rằng một quả bom chlorine tấn công một bệnh viện Douma, giết chết 6 người ở đó, và một cuộc tấn công khác với "các nhân viên hỗn hợp" ở một tòa nhà gần đó. Theo các nhóm đối lập Syria, các nhân chứng cho biết mùi mầm của chorine trong cuộc tấn công và nói rằng các hiệu ứng này xuất hiện mạnh hơn trong các cuộc tấn công trước đó cùng loại. Các nhà hoạt động phe đối lập Syria cũng đã đăng tải các video về bình gas khí nén màu vàng mà họ cho biết đã được sử dụng trong cuộc tấn công. Dựa trên các triệu chứng và tốc độ mà các nạn nhân bị ảnh hưởng, các nhân viên y tế và các chuyên gia cho rằng có thể sử dụng kết hợp clo với một loại khí khác, hoặc một chất hoạt động thần kinh được sử dụng. 

## Hậu quả
Một ngày sau cuộc tấn công hóa học, phiến quân kiểm soát Douma đã đồng ý thỏa thuận với chính phủ từ bỏ khu vực này.
Vào những giờ đầu của ngày 9 tháng 4 năm 2018, một cuộc không kích đã nhằm vào Căn cứ Không quân Tiyas, giết chết nhiều người. Hoa Kỳ đã bác bỏ việc oanh kích căn cứ này, và một người phát ngôn của Israel từ chối bình luận. Nga cho biết Israel chịu trách nhiệm cho vụ không kích này và hai máy bay F-15I của Israel đã tấn công sân bay từ vùng trời Lebanon, bắn 8 tên lửa trong đó 5 tên lửa đã bị chặn. Theo Tổ chức Giám Nhân quyền Syria, ít nhất 14 người đã thiệt mạng và nhiều người khác bị thương. Trong số người chết có bảy lính Iran.
Nga và Iran đã nói rằng cuộc tấn công Douma là một cuộc tấn công giả mạo. Ngày 10 tháng 4, Nga bác bỏ một nghị quyết của Liên Hợp Quốc, có thể đã tạo ra "một cơ chế điều tra mới để xem xét các cuộc tấn công vũ khí hóa học ở Syria và xác định ai chịu trách nhiệm". Thay vào đó, Syria và Nga đã mời Tổ chức Cấm Vũ khí Hóa học để điều tra nếu vũ khí hóa học được sử dụng. Nga cho rằng thiếu động lực vì Assad gần chiến thắng chống lại quân nổi dậy trong cuộc nội chiến khi cuộc tấn công bằng khí độc đã xảy ra, và cuộc tấn công đã dẫn tới việc lên án quốc tế và đe dọa chiến tranh.
Vào ngày 10 tháng 4, Tổng thống Hoa Kỳ Donald Trump, Thủ tướng Anh Theresa May và Tổng thống Pháp Emmanuel Macron tuyên bố trong một cuộc gọi điện thoại chung rằng họ đã "đồng ý rằng cộng đồng quốc tế cần phải phản ứng để duy trì sự cấm sử dụng hóa chất trên toàn thế giới vũ khí ".
Vào ngày 11 tháng 4, Tổng thống Trump cảnh báo Nga trong một bài tweet để "chuẩn bị sẵn sàng" cho "tên lửa" và nói thêm rằng "Các bạn không nên nhập hội với một Con vật Giết người bằng Khí độc giết chết nhân dân của mình và cảm thấy thích thú với điều đó!" Vasily Nebenzia, Đại sứ Nga tại Liên hợp quốc, nói rằng Hoa Kỳ sẽ "chịu trách nhiệm" về bất kỳ cuộc "phiêu lưu quân sự bất hợp pháp" mà họ tiến hành.